# Werkplaatskaart
De werkplaatskaart is een persoonsgebonden en werkplaats gebonden chipkaart die gebruikt wordt voor de digitale tachograaf.
Een tachograaf technicus heeft voor elke werkplaats, waar hij werkzaamheden aan de tachograaf uitvoert een aparte kaart nodig. Tijdens werkzaamheden aan de tachograaf worden gegevens op de kaart van de persoon (kaartnummer) en werkplaats geregistreerd in de tachograaf. Op die manier kan bij controle worden vastgesteld wie, waar en wanneer de laatste werkzaamheden hebben plaatsgevonden. Bij overtreding van de regels volgen er dan sancties voor zowel de installateur als de werkplaats.
De werkplaatskaart wordt gebruikt door erkende monteurs om instellingen te wijzigen in de tachograaf maar is ook nodig om een tachograaf in een voertuig te plaatsen of te verwijderen. De kaart wordt ook gebruikt voor de periodieke ijking. Ook moet met deze kaart gemeld worden indien er een verzegeling is verbroken of vervangen.
De werkplaatskaart kan alleen aangevraagd worden door monteurs die een erkend diploma hebben voor het werken met een digitale tachograaf en (in Nederland) in een door de RDW erkende garage werken. De monteur moet tevens een geldige bevoegdheid hebben. Elke vier jaar vindt er een examen plaats om de bevoegdheid te verlengen. De eerste keer is dus uiterlijk vier jaar na het behalen van het diploma. Dit kan maximaal zes maanden voor afloop van de bevoegdheid om de bevoegdheidsdatum met vier jaar te verlengen, anders geld de examendatum plus vier jaar. Na het verlopen van de bevoegdheid mag de monteur geen werkzaamheden aan de tachograaf meer uitvoeren. Dat kan pas nadat er een examen is afgelegd met voldoende resultaat en is verwerkt in het RDW register. Ook hier geldt examendatum plus vier jaar.